# Amilorid
Amilorid, salufört bland annat under handelsnamnet Midamor är ett läkemedel som typiskt sett används för att behandla högt blodtryck eller svullnad (ödem) orsakat av hjärtsvikt eller levercirros. Läkemedlet används ofta tillsammans med tiazid- eller loop-diuretika. Läkemedlet tas via munnen. Effekt ses efter cirka två timmar och håller i ungefär en dag.
Vanliga biverkningar är hög kaliumhalt i blodet, kräkningar, aptitförlust, utslag, och huvudvärk. Risken att drabbas av högt kalium är större bland de med njurproblem, diabetes, och bland äldre. Amilorid tillhör läkemedelsfamiljen kaliumsparande diuretika. Det verkar genom att öka mängden natrium och genom att minska mängden kalium som frisätts av distala tubuli i njurarna.
Amilorid utvecklades år 1967. Läkemedlet finns med på Världshälsoorganisationens lista över essentiella läkemedel, som innefattar de viktigaste läkemedlen som behövs för att bedriva grundläggande hälso- sjukvård. I USA låg kostnaden för en månads behandling på cirka 20,10 USD. I Storbritannien kostade en månads läkemedelsbehandling cirka 24 pund för NHS.
Sedan 2018 saluförs Amilorid inte längre i Sverige. För att nå samma effekt rekommenderas kombinationspreparat där subtansen amilorid ingår. 